# Olivier De Castro
Olivier De Castro (6 december 1981) is een Franse voetballer actief bij Eendracht Aalst. De Castro kwam met Laurent Depoitre en Damien Gallucci in de zomer van 2009 over van RRC Péruwelz. Hij was voordien actief voor BD Borinage, Templeuve, SK Ronse en Doornik. In Aalst werd hij al snel een vaste waarde op de rechtsachter - positie. Hij maakte deel uit van het team dat in het seizoen 2010/'11 de promotie wist af te dwingen naar de tweede voetbalklasse. 
De Castro manifesteerde zich bij Eendracht Aalst als een sobere, harde maar efficiënt spelende verdediger. Na drie seizoenen verliet hij Eendracht Aalst voor een ploeg dichter bij huis, de Henegouwse club Olympic de Warcoing, actief in de provinciale reeksen. In het seizoen 2014/15 komt de ploeg uit in de tweede provinciale reeks (2B).

## Carrière
- ......?-2004: SK Ronse
- 2004-2005: EWR Templeuve
- 2005-2007: RFC Tournai
- 2007-2008: Boussu Dour
- 2008-2009: RRC Péruwelz
- 2009-2012: Eendracht Aalst
- 2012-........: Olympic de Warcoing